# Paphiopedilum wentworthianum
Paphiopedilum wentworthianum é uma espécie de orquídea terrestre, família Orchidaceae, que habita as Ilhas Salomão.